# Communauté de communes du Territoire Nord Picardie
La communauté de communes du Territoire Nord Picardie (CCTNP) est une communauté de communes française, située dans le département de la Somme et la région administrative Hauts-de-France.
Elle est issue de la fusion en 2017 de la communauté de communes du Bernavillois, de la communauté de communes du Doullennais et de la communauté de communes Bocage Hallue.

## Historique
Le projet de schéma départemental de coopération intercommunale de 2015 impose une fusion aux communautés de communes dont le seuil de population de 5 000 habitants n'est pas atteint et prévoit la « fusion des communautés de communes du Bernavillois, du Doullennais et de Bocage Hallue », le nouvel ensemble de 34 661 habitants regroupant 70 communes. À la suite de l'avis favorable du Doullennais (dont le président Christian Vlaeminck se verrait bien devenir président du nouvel ensemble), du Bernavillois, de l'avis défavorable de Bocage-Hallue (dont une partie des communes souhaitait rejoindre la communauté d'agglomération Amiens Métropole), puis de l'avis favorable de la commission départementale de coopération intercommunale en mars 2016, la préfecture sollicite l'avis formel des conseils municipaux et communautaires concernés en vue de la mise en œuvre de la fusion le 1er janvier 2017.
L'arrêté préfectoral du 5 octobre 2016 créant la communauté de communes du Territoire Nord Picardie  a pris effet le 1er janvier 2017,.
En 2017, mécontentes de ce rattachement, certaines des communes du Territoire Nord Picardie (Cardonnette, Coisy, Fréchencourt, Querrieu,  Rainneville, Saint-Vaast-en-Chaussée, Vaux-en-Amiénois) demandent leur intégration à la communauté d'agglomération Amiens Métropole. Par ailleurs, Pont-Noyelles souhaite se rattacher à la Communauté de communes du Val de Somme, dont le siège n'est situé qu'à 5 km de son territoire, alors que Doullens, le siège du Territoire Nord Picardie, est à 35 km de la commune.
La commission départementale de coopération intercommunale (CDCI) du 29 septembre 2017 a donné un avis défavorable au transfert des communes de Coisy, Fréchencourt et Rainneville qui restent donc dans la communauté de communes du Territoire Nord Picardie, et un avis favorable pour les quatre autres communes (Cardonnette, Querrieu, Saint-Vaast-en-Chaussée, Vaux-en-Amiénois) qui intègrent Amiens Métropole  au 1er janvier 2018 , ,,. La commune de Pont-Noyelles rejoint la communauté de communes du Val de Somme, également le 1er janvier 2018,.
La communauté ne  compte donc plus que 65 communes, contre 70 à sa création.

## Territoire communautaire

### Composition
La communauté de communes est composée des 65 communes suivantes :

| Nom                    | Code Insee | Gentilé                | Superficie (km2) | Population (dernière pop. légale) | Densité (hab./km2) |
| ---------------------- | ---------- | ---------------------- | ---------------- | --------------------------------- | ------------------ |
| Doullens (siège)       | 80253      | Doullennais            | 33,4             | 5 814 (2022)                      | 174                |
| Agenville              | 80005      | Agenvillois            | 3,3              | 82 (2022)                         | 25                 |
| Autheux                | 80042      | Autheusiens            | 8,27             | 121 (2022)                        | 15                 |
| Authieule              | 80044      | Authieulois            | 4,58             | 397 (2022)                        | 87                 |
| Barly                  | 80055      | Barlysiens             | 11,64            | 163 (2022)                        | 14                 |
| Bavelincourt           | 80056      | Bavelincourtois        | 7,75             | 100 (2022)                        | 13                 |
| Béalcourt              | 80060      | Béalcourtois           | 3,61             | 119 (2022)                        | 33                 |
| Beaucourt-sur-l'Hallue | 80066      | Beaucourtois           | 5,47             | 279 (2022)                        | 51                 |
| Beaumetz               | 80068      | Beaumessins            | 6,16             | 217 (2022)                        | 35                 |
| Beauquesne             | 80070      | Beauquesnois           | 20,04            | 1 341 (2022)                      | 67                 |
| Beauval                | 80071      | Beauvalois             | 22,56            | 1 953 (2022)                      | 87                 |
| Béhencourt             | 80077      | Béhencourtois          | 7,06             | 306 (2022)                        | 43                 |
| Bernâtre               | 80085      | Bernâtrois             | 4,59             | 38 (2022)                         | 8,3                |
| Bernaville             | 80086      | Bernavillois           | 17,34            | 1 047 (2022)                      | 60                 |
| Berneuil               | 80089      | Berneuillois           | 5,51             | 274 (2022)                        | 50                 |
| Boisbergues            | 80108      | Boisbergeois           | 4,31             | 66 (2022)                         | 15                 |
| Bonneville             | 80113      | Bonnevillois           | 10,2             | 331 (2022)                        | 32                 |
| Bouquemaison           | 80122      | Bouquemaisonnais       | 7,15             | 496 (2022)                        | 69                 |
| Brévillers             | 80140      |                        | 1,83             | 116 (2022)                        | 63                 |
| Candas                 | 80168      | Candassiens            | 17,27            | 1 046 (2022)                      | 61                 |
| Coisy                  | 80202      | Coisyssiens            | 6,08             | 381 (2022)                        | 63                 |
| Contay                 | 80207      | Contaysiens            | 8,41             | 310 (2022)                        | 37                 |
| Conteville             | 80208      | Contevillois           | 6,46             | 217 (2022)                        | 34                 |
| Domesmont              | 80243      |                        | 1,94             | 44 (2022)                         | 23                 |
| Domléger-Longvillers   | 80245      | Domlégeois             | 8,91             | 292 (2022)                        | 33                 |
| Épécamps               | 80270      |                        | 1,6              | 7 (2022)                          | 4,4                |
| Fieffes-Montrelet      | 80566      | Fieffois-Montrelettois | 9,68             | 346 (2022)                        | 36                 |
| Fienvillers            | 80310      | Fienvillois            | 11,69            | 667 (2022)                        | 57                 |
| Flesselles             | 80316      | Flessellois            | 20,49            | 1 956 (2022)                      | 95                 |
| Fréchencourt           | 80351      | Fréchencourtois        | 5,59             | 254 (2022)                        | 45                 |
| Frohen-sur-Authie      | 80369      | Frohennais             | 7,08             | 243 (2022)                        | 34                 |
| Gézaincourt            | 80377      | Gézaincourtois         | 6,97             | 399 (2022)                        | 57                 |
| Gorges                 | 80381      |                        | 4,87             | 38 (2022)                         | 7,8                |
| Grouches-Luchuel       | 80392      | Grouchois              | 9,02             | 571 (2022)                        | 63                 |
| Hem-Hardinval          | 80427      | Hemmois                | 10,25            | 365 (2022)                        | 36                 |
| Heuzecourt             | 80439      | Heuzecourtois          | 7,2              | 162 (2022)                        | 22                 |
| Hiermont               | 80440      | Hiermontois            | 5,01             | 152 (2022)                        | 30                 |
| Humbercourt            | 80445      | Humbercourtois         | 8,25             | 253 (2022)                        | 31                 |
| Longuevillette         | 80491      | Longuevilletois        | 2,06             | 70 (2022)                         | 34                 |
| Lucheux                | 80495      | Luchéens               | 27,65            | 521 (2022)                        | 19                 |
| Maizicourt             | 80503      | Maizicourtois          | 5,8              | 187 (2022)                        | 32                 |
| Le Meillard            | 80526      |                        | 6,93             | 153 (2022)                        | 22                 |
| Mézerolles             | 80544      | Mézerollois            | 6,44             | 182 (2022)                        | 28                 |
| Mirvaux                | 80550      | Mirvalois              | 2,29             | 120 (2022)                        | 52                 |
| Molliens-au-Bois       | 80553      | Mollienois             | 7,28             | 345 (2022)                        | 47                 |
| Montigny-les-Jongleurs | 80563      | Montignois             | 5                | 101 (2022)                        | 20                 |
| Montigny-sur-l'Hallue  | 80562      | Montignyens            | 4,91             | 185 (2022)                        | 38                 |
| Montonvillers          | 80565      |                        | 1,48             | 86 (2022)                         | 58                 |
| Naours                 | 80584      | Noriens                | 16,55            | 1 055 (2022)                      | 64                 |
| Neuvillette            | 80596      |                        | 3,13             | 214 (2022)                        | 68                 |
| Occoches               | 80602      |                        | 7,09             | 124 (2022)                        | 17                 |
| Outrebois              | 80614      | Outreboisiens          | 9,57             | 320 (2022)                        | 33                 |
| Pierregot              | 80624      |                        | 2,46             | 282 (2022)                        | 115                |
| Prouville              | 80642      | Prouvillois            | 8,81             | 312 (2022)                        | 35                 |
| Rainneville            | 80661      | Rainnevillois          | 7,11             | 1 085 (2022)                      | 153                |
| Remaisnil              | 80666      | Remaisnilois           | 2,92             | 30 (2022)                         | 10                 |
| Rubempré               | 80686      | Rubempréens            | 10,08            | 723 (2022)                        | 72                 |
| Saint-Acheul           | 80697      | Saint-Acheulois        | 3,04             | 36 (2022)                         | 12                 |
| Saint-Gratien          | 80704      | Gratienois             | 6,95             | 386 (2022)                        | 56                 |
| Talmas                 | 80746      | Templemartiens         | 19,2             | 1 084 (2022)                      | 56                 |
| Terramesnil            | 80749      | Terrameslinois         | 2,66             | 323 (2022)                        | 121                |
| Vadencourt             | 80773      | Vadencourtois          | 4,92             | 102 (2022)                        | 21                 |
| La Vicogne             | 80792      | Vicogniens             | 4,84             | 242 (2022)                        | 50                 |
| Villers-Bocage         | 80798      | Villers-Bocagiens      | 14,17            | 1 509 (2022)                      | 106                |
| Wargnies               | 80819      |                        | 2,82             | 78 (2022)                         | 28                 |

### Démographie
| 1968   | 1975   | 1982   | 1990   | 1999   | 2010   | 2015   | 2021   |
| ------ | ------ | ------ | ------ | ------ | ------ | ------ | ------ |
| 26 659 | 27 323 | 28 009 | 29 501 | 29 793 | 31 822 | 31 608 | 30 892 |

## Administration

### Siège
La communauté de communes a son siège à l'Agora, 2 rue des Sœurs Grises, Doullens.

### Élus
L'intercommunalité est administrée par un conseil communautaire constitué, pour la mandature 2020-2026 de 93 conseillers municipaux représentant chacune des communes membres, répartis comme suit en fonction sensiblement de leur population de la manière suivante : 

- 14 délégués pour Doullens ;

- 4 délégués por Flesselles ;

- 3 délégués pour Villers-Bocage ;

- 2 délégués pour Bernaville, Candas, Naours, Rainneville, Talmas ;

- 1 délégué ou son suppléant pour les autres communes.
Au terme des élections municipales de 2020 dans la Somme, le conseil communautaire du 15 juillet 2020 a élu sa nouvelle présidente, Christelle Hiver, présidente du conseil départemental de la Somme. Il a également élu ses 9 vice-présidents, qui sont :
1. Jacques Masset, maire de Rainneville, chargé des finances et du scolaire ;
2. Jean-Marie Bouchy, maire de Naours, chargé de l’économie et du tourisme ;
3. Francis Petit, maire de Grouches-Luchuel, chargé de l’environnement et du développement durable ;
4. Catherine Penet-Caron, maire d’Humbercourt, chargée des solidarités ;
5. Patrick Blocklet, maire de Talmas, chargé de la voirie, des bâtiments, AAGV ;
6. François Durieux, maire Beauquesne, chargé de la planification, de l’urbanisme de l’assainissement et des ordures ménagères ;
7. Anne-Sophie Domont, maire de Villers-Bocage , chargée de la culture et de la communication ;
8. Jean-Michel Magnier, maire de Beaumetz, chargé de l’enfance et de la jeunesse ;
9. Laurent Crampon, maire de Montonvillers, chargé du personnel.

soit cinq élus de l’ancien Bocage-Hallue, quatre du Doullennais dont la présidente, et un du Bernavillois.
Le bureau de l'intercommunalité pour la mandature 2020-2026 est constitué du président, des 9 vice-présidents et de 9 autres membres, répartis à raison de  trois par ancienne communauté de communes.

### Liste des présidents
| Période      | Période                   | Identité         | Étiquette   | Qualité |
| ------------ | ------------------------- | ---------------- | ----------- | --- |
| janvier 2017 | 2020                      | Laurent Somon    | UMP puis LR | Vétérinaire Adjoint au Maire de Bernaville Président de l'ex-CC du Bernavillois (2008 → 2016) Conseiller départemental de Doullens (2015 → ) Président du conseil départemental de la Somme (2015 → 2020) |
| juillet 2020 | En cours (au 1 mars 2025) | Christelle Hiver | DIV         | Fonctionnaire Conseillère municipale (2001 → 2020) puis maire de Doullens (2020 → 2024) puis conseillère municipale de Doullens (2024 →) Conseillère départementale de Doullens (2015 → ) Vice-présidente du conseil départemental de la Somme (2015 → 2024) puis Présidente du conseil départemental de la Somme (2024 → ) |

### Compétences
L'intercommunalité exerce les compétences qui lui ont été transférées par les communes membres, dans les conditions prévues par le code général des collectivités territoriales. 
La communauté provenant d'une fusion d'anciennes intercommunalités, elle exerce les compétences obligatoires de toutes les communautés de communes, ainsi que, dans l'attente de l'approbation de ses compétences et définition d'intérêt communautaire, les compétences des anciennes communautés au bénéfice de leurs anciennes communes.

### Régime fiscal et budget
La communauté de communes est un établissement public de coopération intercommunale à fiscalité propre.
Afin de financer l'exercice de ses compétences, l'intercommunalité perçoit la fiscalité professionnelle unique (FPU) – qui a succédé à la taxe professionnelle unique (TPU) – et assure une péréquation de ressources entre les communes résidentielles et celles dotées de zones d'activité.

### Effectifs
Afin de mettre en œuvre ses compétences, au 31 décembre 2018, l'intercommunalité emploie 324 agents, répartis en 7 pôles fonctionnels : Direction et supports, ressources, actions sociales,  culture / tourisme,  enfance / jeunesse / scolaire,  technique, urbanisme.

### Organismes de regroupement
En 2020, l'intercommunalité est membre des syndicats mixtes suivants : 
- SMIVOS d'Acheux-en-Amienois
- SM Canche et Authie
- Pôle Métropolitain du Grand Amiénois
- SMIRTOM du Plateau Picard Nord
- Syndicat Mixte Baie de Somme 3 Vallées
- Somme Numérique
- SI Gendarmerie de Domart-en-Ponthieu
- SIAEP du Doullennais et environs (200092203)
- SI Mixte d'aménagement hydraulique du bassin versant de la Somme (AMEVA)

## Projets et réalisations
Le Territoire se fixe comme objectifs à compter de 2018 de développer son attractivité économique, avec la création ou le développement de la  zone d’activités La Montignette à Villers-Bocage, ou du Rouval à Doullens, l’hôtel d’entreprises à caractère rural de Bernaville, ainsi qu'un projet de worklab (pépinière d’entreprises innovantes) à Villers-Bocage, et le lancement d'études pour l’extension des zones artisanales de Bernaville et Flesselles, et la requalification de la friche Rosenlew à Beauval . Il engage une réflexion pour la revitalisation des bourgs-centres et des commerces et de l’artisanat en milieu rural, en particulier à Doullens, Villers-Bocage et Bernaville
Le territoire se fixe également comme objectifs la lutte contre les inondations par l’aménagement des bassins hydrographiques et la lutte contre l’érosion des sols.
En 2018 est également prévu le début de la construction du centre aquatique de Doullens et l’aménagement, pour 500 000 €, d’une salle de sports à l’école de Mézerolles.
La salle multi-activités est inaugurée en septembre 2019 à Mézerolles. Les 26 communes du Bernavillois voient la scolarité primaire organisée sur cinq sites : Mézerolles, Candas, Bernaville, Agenville et Fienvillers.
En matière culturelle, l'intercommunalité œuvrera pour la création d’un musée des graffitis à la cité souterraine de Naours.